# Expedición 41
La Expedición 41 fue la 41.ª estancia de larga duración en la Estación Espacial Internacional. Comenzó el 10 de septiembre de 2014 con el desacoplamiento de la Soyuz TMA-12M, y el retorno de la tripulación de la Expedición 40 a la Tierra.
La expedición concluyó con el desacoplamiento de la Soyuz TMA-13M el 10 de noviembre de 2014. El resto de la tripulación de la Expedición 41 se unió a la Expedición 42.

## Tripulación
| Posición             | Primera parte (septiembre de 2014)                    | Segunda parte (septiembre de 2014 a noviembre de 2014) |
| -------------------- | ----------------------------------------------------- | ------------------------------------------------------ |
| Comandante           | Maksim Surayev, RSA Segundo vuelo espacial            | Maksim Surayev, RSA Segundo vuelo espacial             |
| Ingeniero de vuelo 1 | Gregory R. Wiseman, NASA Primer vuelo espacial        | Gregory R. Wiseman, NASA Primer vuelo espacial         |
| Ingeniero de vuelo 2 | Alexander Gerst, ESA (Alemania) Primer vuelo espacial | Alexander Gerst, ESA (Alemania) Primer vuelo espacial  |
| Ingeniero de vuelo 3 |                                                       | Aleksandr Samokutyayev, RSA Segundo vuelo espacial     |
| Ingeniero de vuelo 4 |                                                       | Yelena Serova, RSA Primer vuelo espacial               |
| Ingeniero de vuelo 5 |                                                       | Barry E. Wilmore, NASA Segundo vuelo espacial          |

FuenteESA